# Kill This Love (песня)
«Kill This Love» (кор. 랙핑크; с англ. — «Убей эту любовь») — сингл южнокорейской гёрл-группы BLACKPINK и был выпущен 4 апреля 2019 года лейблом YG Entertainment, Genie и Interscope Records, является заглавным синглом к их второму мини-альбому Kill This Love. Он был написан Тедди Паком и Ребеккой Джонсон и спродюсирован ими вместе с 24 и R.Tee. Сингл был описан как песня в стиле электро-поп, текст которой говорит о решении девушек прекратить ядовитые отношения. Японская версия была выпущена 16 октября 2019 года.
Сопутствующее музыкальное видео на песню было снято Хен Сын Со и загружено на канал BLACKPINK на YouTube одновременно с выпуском сингла. После выпуска музыкальное видео побило рекорд по большинству просмотров за 24 часа, набрав 56,7 млн просмотров, и по состоянию на февраль 2021 года набрал более 1,2 миллиарда просмотров на платформе.
С коммерческой точки зрения, сингл занял второе место в Южной Корее и стал самой популярной песней южнокорейской женской группы в США, достигнув 41-го места в Billboard Hot 100, продав 7000 копий в первую неделю.

## Предпосылки и композиция
Ян Хён Сок, генеральный директор YG Entertainment, объявил в феврале 2019 года, что Blackpink должны были вернуться с мини-альбомом в марте. Сингл и альбом были объявлены 25 марта. Песня была написана Тэдди Парком и Ребеккой Джонсон, которые ранее участвовали в написании «Ddu-Du Ddu-Du», R.Tee и 24.
Его текст был описан как «гимн расставания», а сама песня была описана как «топающий, медный электропоп с элементами трэпа».

## Музыкальное видео
Сопутствующее музыкальное видео на песню было снято Хен Сын Со и снято в середине марта. Он был выпущен одновременно с песней. После выхода музыкального клипа «Kill This Love» одновременно получили записи самых популярных видео и самых просматриваемых видео на YouTube, достигнув 1 миллиона лайков за 32 минут и 56,7 миллионов просмотров за 24 часа после выпуска, что в среднем составило около 650 просмотров в секунду. интервал и сделать его самым просматриваемым видео YouTube в первые 24 часа после релиза. Кроме того, это стало самым быстрым видео, которое достигло 100 миллионов просмотров на YouTube, причем примерно за 2 дня и 14 часов, побив рекорд корейского певца Psy с «Gentleman» в 2013 году. Он также установил рекорд крупнейшей YouTube Premiere с 979 000 одновременных зрителей. 9 апреля на официальном канале Blackpink на YouTube был выпущен видеоклип танцевальной практики «Kill This Love». Южнокорейская общественная телекомпания KBS запретила показ музыкального клипа «за нарушение закона о дорожном движении в стране», в котором Розэ видели за рулем автомобиля на высокой скорости без ремня безопасности, пытаясь сбить саму себя.

## Продвижение
Blackpink продвигали песню на нескольких музыкальных программах в Южной Корее, включая Show! Music Core и Inkigayo. «Kill This Love» и другие песни одноимённого мини-альбома были исполнены на фестивале Коачелла 12 апреля.

## Коммерческий успех
«Kill This Love» дебютировал на 25-й строчке в цифровом чарте Gaon только с графиком на полтора дня, позже он достиг второго места на вторую неделю, давая группе их шестой хит в пятёрке лучших песен. В Соединенных Штатах сингл дебютировал на 41 строчке, с продажами 7000 копий за первую неделю и собрав 18,6 миллиона потоков. Песня оставалась в Hot 100 в течение четырёх недель подряд. В Соединенном Королевстве «Kill This Love» достиг 33-го места, самый высокий показатель для любой гёрл-группы Южной Кореи.

## Награды и номинации

### Музыкальные программы
| Программа      | Дата           | Ссылка |
| -------------- | -------------- | ------ |
| Inkigayo (SBS) | 21 апреля 2019 | [ 22 ] |
| Inkigayo (SBS) | 26 мая, 2019   | [ 23 ] |

| Критик/Публицист | Лист                                                  | Ранг | Ссылка |
| ---------------- | ----------------------------------------------------- | ---- | ------ |
| YouTube          | Топ 10 самых популярных видеоклипов 2019 года в Корее | 4    | [ 24 ] |
| Paper            | Топ 50 песен 2019 года                                | 1    | [ 25 ] |
| Refinery29       | Лучшая K-Pop песня 2019 года                          | 17   | [ 26 ] |

### Награды и номинации
| Год  | Премия                       | Номинация                                        | Результат | Ссылка |
| ---- | ---------------------------- | ------------------------------------------------ | --------- | ------ |
| 2019 | 2019 MTV Video Music Awards  | Лучший K-pop                                     | Номинация | [ 27 ] |
| 2019 | 45-я People’s Choice Awards  | Музыкальное видео года                           | Победа    | [ 28 ] |
| 2019 | BreakTudo Awards             | Международное музыкальное видео года             | Победа    | [ 29 ] |
| 2019 | BreakTudo Awards             | Бум видео года                                   | Победа    | [ 29 ] |
| 2019 | 11-я Melon Music Awards      | Лучшая хореография — женская группа              | Номинация | [ 30 ] |
| 2019 | 21-я Mnet Asian Music Awards | Песня года                                       | Номинация | [ 31 ] |
| 2019 | 21-я Mnet Asian Music Awards | Лучшее танцевальное выступление — Женская группа | Номинация | [ 31 ] |
| 2020 | 9-я Gaon Chart Music Awards  | Песня года — Апрель                              | Номинация |        |

## Чарты
| Чарт (2019)                                | Высшая позиция |
| ------------------------------------------ | -------------- |
| Аргентина (Argentina Hot 100)              | 42             |
| Австрия (Ö3 Austria Top 40)                | 45             |
| Бельгия/Фландрия (Ultratip Bubbling Under) | 22             |
| Бельгия/Валлония (Ultratip Bubbling Under) | 31             |
| Канада (Billboard Canadian Hot 100)        | 11             |
| Чехия (Singles Digitál Top 100)            | 26             |
| Эстония (Eesti Tipp-40)                    | 9              |
| inland Digital Song Sales (Billboard)      | 9              |
| Франция (SNEP)                             | 126            |
| Германия (GfK)                             | 58             |
| Греция (IFPI)                              | 23             |
| Венгрия (Single Top 40)                    | 7              |
| Венгрия (Stream Top 40)                    | 12             |
| Ireland (IRMA)                             | 30             |
| Japan (Japan Hot 100)                      | 6              |
| Japan Combined Weekly Singles (Oricon)     | 20             |
| Malaysia (RIM)                             | 1              |
| Нидерланды (Single Top 100)                | 83             |
| New Zealand (Recorded Music NZ)            | 24             |
| Португалия (AFP)                           | 42             |
| Россия (Tophit)                            | 17             |
| Шотландия (OCC Scotland)                   | 40             |
| Singapore (RIAS)                           | 13             |
| Словакия (Singles Digitál Top 100)         | 22             |
| South Korea (Hot 100)                      | 2              |
| South Korea (Gaon)                         | 2              |
| Испания (PROMUSICAE)                       | 55             |
| Швеция (Sverigetopplistan)                 | 56             |
| Швейцария (Schweizer Hitparade)            | 45             |
| Великобритания (OCC UK Singles)            | 33             |
| США (Billboard Hot 100)                    | 41             |
| US World Digital Song Sales (Billboard)    | 1              |

### Годовой чарт
| Чарт (2019)                | Позиция |
| -------------------------- | ------- |
| Япония (Billboard Hot 100) | 60      |
| Малайзия (RIM)             | 7       |
| Республика Корея (Gaon)    | 45      |

## История релиза
| Регион | Дата             | Формат                    | Лейбл                                           | Ссылка |
| ------ | ---------------- | ------------------------- | ----------------------------------------------- | ------ |
| Мир    | 4 апреля, 2019   | Digital download Стриминг | YG Entertainment Genie Music Interscope Records | [ 66 ] |
| США    | 7 мая, 2019      | Contemporary hit radio    | Interscope                                      | [ 67 ] |
| Япония | 16 октября, 2019 | Digital download Стриминг | Interscope                                      | [ 68 ] |